# Epithema taiwanense
Epithema taiwanense là một loài thực vật có hoa trong họ Tai voi. Loài này được S.S.Ying mô tả khoa học đầu tiên năm 1992.